# Maximilian Moser (Fußballspieler)
Maximilian Moser (* 21. Februar 1997 in Bregenz) ist ein österreichischer Fußballspieler.

## Karriere
Moser begann seine Karriere beim FC Viktoria 62 Bregenz. 2011 ging er in die AKA Vorarlberg. 2015 wechselte er zum SC Austria Lustenau. Sein Profidebüt gab er am 14. Spieltag 2015/16 gegen den LASK Linz. Nach der Saison 2015/16 verließ er die Austria, um in den USA ein Studium zu beginnen.
Moser ging an die Duke University, wo er neben dem Studium auch für die Duke Blue Devils spielt.